# Death Walks Behind You
Death Walks Behind You è il secondo album in studio del gruppo rock britannico Atomic Rooster, pubblicato nel settembre 1970. Primo album senza il batterista Carl Palmer, uscito dal gruppo per fondare gli Emerson, Lake & Palmer, e il bassista/cantante Nick Graham, è probabilmente l'album più famoso del complesso, ancora schierato a trio ma con una formazione fortemente rinnovata, grazie al singolo Tomorrow Night. L'album è stato ristampato nel 2001 in CD dalla Sanctuary Records e dalla label tedesca Repertoire; nel 2006 in versione bootleg dall'italiana Akarma Records; nel 2016, assieme al primo album e a In Hearing of Atomic Rooster, in vinile dalla Music On Vinyl, e infine nel 2017 nella raccolta Sleeping for Years - The Studio Recordings 1970/1974 della Esoteric Records.

## Il disco
Subito dopo la pubblicazione dell'album di esordio, il tastierista e compositore di gran parte del materiale del gruppo Vincent Crane pensò di far entrare un chitarrista nella formazione: così, con l'entrata di John Du Cann, a sua volta anche cantante solista, sia il bassista Nick Graham che il batterista Carl Palmer lasciarono il gruppo, andando rispettivamente negli Skin Alley e negli ELP. Crane iniziò a suonare le linee di basso con la sua mano sinistra e con i pedali di basso del suo organo Hammond; in questa maniera la figura musicale del bassista non verrà più de facto sostituita, fino allo scioglimento del gruppo. Al posto di Palmer, la cui uscita dagli Atomic Rooster avvenne nell'estate del 1970, venne ingaggiato prima Ric Parnell e poi alla fine Paul Hammond, con  il quale si iniziò le registrazioni del secondo album.
Grande novità dell'album fu la sferzata verso un hard 'n' heavy di ispirazione dark che colloca l'album tra i Black Sabbath, i Deep Purple e, ironia della sorte, anche del nuovo gruppo di Palmer; inoltre stavolta il materiale era stato composto sia da Du Cann che da Crane; nel caso della title track, addirittura, la firma fu di entrambi i musicisti.

### La copertina
L'idea delle grafiche di copertina, un gatefold sleeve, fu originata dallo stesso gruppo; sul fronte appaiono, su sfondo completamente nero, il nome del complesso in bianco e l'incisione in monotipo Nebuchadnezzar di William Blake, custodita alla Tate Gallery di Londra. Sul retro appaiono crediti e le note del disco scritte da Vincent Crane sulle canzoni in esse contenute. L'interno del gatefold contiene una foto del gruppo in un cimitero inglese (una alternate take viene usata nell'etichetta del primo lato del vinile) ed il titolo dell'album.

## Le canzoni
Per ogni canzone vi riportiamo la traduzione delle note scritte da Vincent Crane e pubblicate nel retro della versione in 33 giri del vinile. Principalmente sono note che descrivono le canzoni dal punto di vista musical-tecnico. 

### Lato A
- Death Walks Behind You – 7:28:

Questa traccia fu originariamente scritta per un cortometraggio che John e io facemmo chiamato "The Vortex". Mentre sedevo da solo attorno al pianoforte, una notte con il vento che ululava tra le corde, improvvisai l'apertura di questo pezzo e mi spaventai.
- Vug – 4:57:

(In questo pezzo; NdT) ho deciso di usare dei passaggi di organi e chitarre all'unisono sopra un ritmo pesante shuffle. Per motivi deliberati, abbiamo mixato via le voci da questo numero.'
- Tomorrow Night – 3:56:

Quando ascolto una registrazione con un finale in dissolvenza, mi chiedo sempre come fosse andata a finire in realtà nello studio di registrazione. Questa versione di "Tomorrow Night" rivela tutto portandovi oltre la dissolvenza che appare nella canzone che fu originariamente registrata per un singolo monofonico (il singolo 45 giri di "Tomorrow Night", con "Play the Game" come lato B; NdT).
- 7 Streets (ristampato in CD come Seven Lonely Streets) – 6:40:

John ha amalgamato tre riffs che aveva originariamente scritto per tre pezzi differenti a tempi vari. In studio, ho usato un dispositivo speciale per fare in modo che il mio Hammond suoni come un organo da chiesa.

### Lato B
- Sleeping for Years – 5:24:

Questo è stato il primo contributo di John alla musica dei Rooster, e contiene un fine assolo chitarristico. Il numero è, adesso (settembre 1970, data d'uscita dell'album; NdT), uno dei nostri pezzi più richiesti.
- I Can't Take No More – 3:32:

Questa canzone fu originariamente registrata e considerata per essere usata come singolo, ma l'opinione unanime fu di lasciarla per quest'album, e al suo posto fu "Tomorrow Night" ad essere pubblicato come singolo.
- Nobody Else – 4:58:

Penso sia l'unico pezzo calmo (dell'intero disco; NdT), ed ha un'atmosfera simile a "Winter" del primo album degli Atomic Rooster."
- Gershatzer – 7:58:

Scrissi questo pezzo in origine come un numero da concerto con assoli di organo e batteria, ma in seguito ad un vasto apprezzamento dello stesso in seguito a varie esecuzioni alla radio abbiamo deciso di inciderlo. Penso sarete d'accordo che l'assolo di Paul Hammond sia uno dei migliori che troverete incisi.

## Crediti

### Atomic Rooster
- John Du Cann – chitarre, voce solista
- Vincent Crane – organo Hammond, cori, piano, arrangiamenti
- Paul Hammond – batteria, percussioni

### Realizzazione
- Atomic Rooster  - produzione e sleeve design
- William Blake - incisione di copertina
- Hamish e Gustav - grafiche
- Vincent Crane - note del disco
- RSO Publishing ed Essex Publishing - edizioni musicali
- The Robert Stigwood Group - sleeve design